# 北格倫艾林 (伊利諾伊州)
北格倫艾林（英語：North Glen Ellyn）是位於美國伊利諾伊州杜佩奇縣的一個非建制地區。該地的面積和人口皆未知。

## 地理
北格倫艾林的座標為41°53′31″N 88°03′47″W / 41.89194°N 88.06306°W，而該地的平均海拔高度為225米（即738英尺）。